# Dmitri Klókov
Dmitri Viacheslávovich Klókov –en ruso, Дмитрий Вячеславович Клоков– (Balashija, URSS, 18 de febrero de 1983) es un deportista ruso que compitió en halterofilia.
Participó en los Juegos Olímpicos de Pekín 2008, obteniendo una medalla de plata en la categoría de 105 kg. Ganó cinco medallas en el Campeonato Mundial de Halterofilia entre los años 2005 y 2011, y una medalla de oro en el Campeonato Europeo de Halterofilia de 2010.

## Palmarés internacional
| Juegos Olímpicos   | Juegos Olímpicos                | Juegos Olímpicos  | Juegos Olímpicos |
| Año                | Lugar                           | Medalla           | Categoría        |
| ------------------ | ------------------------------- | ----------------- | ---------------- |
| 2008               | Pekín (China)                   | Medalla de plata  | 105 kg           |
| Campeonato Mundial |                                 |                   |                  |
| Año                | Lugar                           | Medalla           | Categoría        |
| 2005               | Doha (Catar)                    | Medalla de oro    | 105 kg           |
| 2006               | Santo Domingo (Rep. Dominicana) | Medalla de bronce | 105 kg           |
| 2007               | Chiang Mai (Tailandia)          | Medalla de bronce | 105 kg           |
| 2010               | Antalya (Turquía)               | Medalla de plata  | 105 kg           |
| 2011               | París (Francia)                 | Medalla de plata  | 105 kg           |
| Campeonato Europeo |                                 |                   |                  |
| Año                | Lugar                           | Medalla           | Categoría        |
| 2010               | Minsk (Bielorrusia)             | Medalla de oro    | 105 kg           |